# 527
527 (DXXVII) fue un año común comenzado en viernes del calendario juliano, en vigor en aquella fecha.
En el Imperio romano, el año fue nombrado como el del consulado de Mavoricio sin colega, o menos comúnmente, como el 1280 Ab urbe condita.

## Acontecimientos
- 1 de agosto: Justiniano I accede al trono del Imperio bizantino tras la muerte de su tío, Justino I. Nació en Iliria en el seno de una familia de origen humilde, y se educó en Constantinopla. Emperador bizantino (527-565).
- II Concilio de Toledo.

## Fallecimientos
- Justino I, emperador bizantino.